# 올리버 트위스트
《올리버 트위스트》(Oliver Twist)는 1837년에 출판된 찰스 디킨스의 소설이다. 고아 소년이 런던 슬럼가의 소매치기 일당 손아귀에서 고생하는 이야기를 그렸다. 이 소설로 그는 25세에 일약 주목받는 작가로 떠올랐다. 이 책이 출간되고 몇 년 사이에 그는 당대 가장 인기 있고 가장 널리 읽히는 작가가 되었다. 1837년에서 1838년까지 런던의 문예 잡지《벤틀리스 미셀러니》(Bently's Miscellany)에 "올리버 트위스트"라는 연재물이 "고아원 아이의 여행"이라는 부제와 함께 첫 선을 보였고, 이듬해에 세 권짜리 단행본《올리버 트위스트》가 나왔다. 이 책을 바탕으로 많은 영화와 TV 프로그램이 만들어졌으며, 흥행한 영국 뮤지컬 《Oliver!》도 이 책을 바탕으로 만들어졌다. 영국 산업혁명기 노동자들의 비참한 삶을 고발하는 사회 비평 소설의 성격을 갖고 있다.

## 배경
1834년 시행된 가혹한 '신빈민구제법'에 대한 항의와 런던 뒷골목 소매치기의 세계를 소재로 한 악한소설 형식의 구성에 의해 사회적 모순을 통렬히 비판한 사회소설이다. 당시 새로 설립된 실업자와 고아들을 위한 무시무시한 수용소, 이른바 근로의 집이 무대이다.
이 책은 사회의 가장 밑바닥 계층이 주인공과 조연급으로 등장하고, 범죄 집단의 요란하고 위험한 생활사가 독자들의 흥미를 자극한다. 작가는 책 서문에 주인공을 다음과 같이 소개하였다.
| “ | 사이크스는 도둑놈이고 페이긴은 장물아비이며 소년들은 소매치기고 여자애는 창녀다. | ” |
|   | — 서문                                                                           |   |

디킨스는 평생 런던에서 산 사람도 한 번도 가보지 못했거나 경찰관조차도 일행 없이는 가기를 두려워하는 그런 지역을 다룬다. 독자들은 런던의 범죄자 소굴의 위험성에 대한 경각심에 못지 않게 그 사회의 모험과 스릴을 만끽하게 된다. 독자들은 페이긴, 사이크스, 미꾸라지 등의 생생한 인물들에 빠져들어 다음 연재를 기다린다. 미꾸라지나 낸시처럼 범죄 소굴에서 평생을 보냈으나 인정과 유머와 생명력이 살아 있는 인물들을 보는 놀라움 또한 크다.

## 평가
이 책의 대중적 인기는 구빈원 출신이나 젠틀맨 품성을 타고난 영국인의 총아를 목격하는 즐거움에서 나왔다. 사생아이며 구빈원 출신이며 도둑 집단 속에서도 살았던 올리버가 전혀 타락하지 않고 젠틀맨의 품성을 그대로 유지하며 자라는 모습은 젠틀맨을 국민의 이상으로 생각하는 영국인에게 자부심을 주었다. 페이긴 집단이 소매치기 방법을 자신들의 은어로 가르쳐주나 센스가 없어 도저히 이해하지 못하는 올리버의 모습이나, 순수하기 그지없는 올리버가 자선학교 출신의 노아로부터 구빈원 출신이라고 조롱받고 자기 엄마가 결혼도 하지 않고 애를 낳은 헤픈 여자라고 조롱받자 점점 분노가 끓어올라 폭발하는 모습 등은 독자에게 폭소를 안겨준다. 또한 구빈원의 말단 관리인 범블의 비열함과 강압성, 그를 압도하는 범블 부인의 사나움, 그 부부가 만들어내는 기이한 하모니는 사회적 비판 못지 않은 큰 즐거움을 준다.

## 같이 보기
- 아동 노동